# 新垣清
新垣 清（あらかき きよし、1954年10月17日 - ）は、沖縄県那覇市出身の空手家、作家。
現米国硬式空手道連盟会長、沖縄空手道無想会最高師範。

## 略歴
1967年、13歳で長嶺将真十段の松林流に入門。その傍ら、多くの沖縄空手界の重鎮や長老の下へと通い、古伝の沖縄空手、古武道を修得する。1973年、沖縄県立那覇高等学校を卒業。1977年、初渡米。
1978年、自身の空手流派にフルコンタクト制も導入。その後、タイのバンコクにてムエタイの殿堂ルンピニー・スタジアムに出場。
1981年に再渡米し、ユタ州ソルトレイクシティーにおいて無想会を創始した。
山根流棒術で知られる大城利弘は、兄弟子に当たる。

## 理念
- 空手(武術)における身体操作の理論、及び正しい理解の定着
- 古来の沖縄手・琉球唐手の型の解明
- 本来の空手(沖縄手・琉球唐手)、及び古武術の存続

## 活動
- 2011年より来日し、毎年2回（5月と11月）、北海道、東京、大阪、沖縄、等の主要都市を拠点に、理念に基づく沖縄空手のセミナーを積極的に広めている。
- 本部、日本のみならず、ロサンゼルス、カナダ、ベトナムにも拡大し、セミナーを通して広めている。
- 2013年11月18日、常歩(なみあし)身体研究所主催により「首里手（琉球古伝空手）の身体操作法について」[4]の講演を、立命館大学衣笠キャンパスにて行う。

## 著書
- 『キラー・フィスト(殺拳)』祥伝社 1999年12月 ISBN 9784396631604
- 『沖縄武道空手の極意』福昌堂 2000年2月 ISBN 9784892247392
- 『沖縄武道空手の極意 その弐』福昌堂 2001年1月 ISBN 9784892240577
- 『沖縄武道空手の極意』（英語版）講談社 2002年12月 ISBN 9784770027597
- 『沖縄武道空手の極意 その参』福昌堂 2003年5月 ISBN 9784892247811
- 『猿 - 小説・本部朝基物語壮神社』壮神社 2004年8月 ISBN 9784915906817
- 『沖縄武道空手の極意』（スペイン語版[5]）講談社 2004年3月
- 『沖縄武道空手の極意』（イタリア語版[6]）講談社 2006年1月
- 『沖縄武道空手の極意 その四』福昌堂 2011年9月 ISBN 978-4892240799
- 『沖縄空手道の歴史』原書房 2011年12月 ISBN 9784562047161
- 『沖縄空手道の真髄: 秘伝の奥義「平安の形」の検証』原書房 2013年5月 ISBN 9784562049141

## DVD
- 『沖縄空手道無想会 新垣清師範 極める！ナイファンチ』BABジャパン 2013年7月[7]
- 『沖縄空手道無想会 新垣清最高師範 極める！ピンアン』BABジャパン 2014年3月[8]